# Erik Jan Visser
Erik Jan Visser (30 augustus 1959) is een Nederlands ondernemer, die in 2002 en 2003 gedurende bijna acht maanden voorzitter van betaaldvoetbalclub FC Utrecht was.

## Carrière
Visser was voor hij naar FC Utrecht vertrok actief als directielid bij verzekeringsmaatschappij AMEV. Hij zat in de Raad van Commissarissen van de Utrechtse club op het moment dat directeur Gerrit Bloemink eind september 2002 bekendmaakte terug te treden, omdat hij zijn voorzitterschap niet kon combineren met zijn baan als registeraccountant. Visser volgde hem per 1 oktober op als interim-directeur.
In de periode dat hij aan het hoofd stond van de eredivisionist kwam aan het licht dat de club een schuld had van 14 miljoen euro. De schuld van Stadion Galgenwaard n.v. en de hypothecaire verplichtingen daarbij opgeteld liep het tekort op tot een bedrag van 40 miljoen euro. Er werd een commissie ingesteld onder leiding van Martin Sturkenboom, die trachtte de club uit de financiële problemen te helpen. In mei 2003 nam Sturkenboom tevens het directiestokje over van Visser.